# World Ocean Atlas
Le World Ocean Atlas (Atlas de l'océan mondial) est un produit du National Oceanographic Data Center (États-Unis) qui dépend de la NOAA. Il est constitué de données climatologiques in situ pour l'océan planétaire. Sa première publication a lieu en 1994 (basé sur le précédent Climatological Atlas of the World Ocean), et est réédité à des intervalles d'environ quatre ans : 1998, 2001 et 2005. Il existe également des produits du même genre distribués par le centre de données CORIOLIS (France). Les climatologies WOA utilisent toutes les données disponibles depuis le début des mesures thermohalines de l'océan, or les climatologies sont utilisées comme valeurs moyennes d'un paramètre en un jour de l'année à un point géographique donnée et le fait qu'il existe des tendances inter-annuelles sur certains paramètres physiques (par exemple la température) fait que le choix de la période utilisée pour produire la climatologie peut avoir des répercussions importantes.

## Galerie
|  |  |  |
|  |  |  |